# Bahía Corral
Bahía Corral är en vik i Chile.   Den ligger i regionen Región de Los Lagos, i den södra delen av landet, 700 km söder om huvudstaden Santiago de Chile.
I omgivningarna runt Bahía Corral växer i huvudsak städsegrön lövskog. Runt Bahía Corral är det ganska tätbefolkat, med 166 invånare per kvadratkilometer.